# Franyó Zoltán Irodalmi Kör
Franyó Zoltán Irodalmi Kör – a temesvári magyar írók és műkedvelő tollforgatók alkotó- és vitaköre. Az Ady Endre Irodalmi Kör örökébe lépve, 1979. február 27-én óta alakították meg a Temesvári Írók Társaságának védnöksége alatt. Székhely: Temesvár. Négytagú vezetőség – Anavi Ádám, Bálint-Izsák László, Mandics György és Pongrácz P. Mária – irányította. Felolvasó és elemző munkaülései mellett emlékülésen adózott Franyó Zoltán életművének. Kezdetben mintegy 30 aktív tagja volt, közülük – az írótársasági tagok mellett – Eszteró István, Gulyás Ferenc, Illés Mihály, Kiss András, Mandicsné Veress Zsuzsanna, Mirisz Miklós, Oberten János, Pataki Sándor, Salat Levente, Udvardy László rendszeresen szerepelt írásaival a sajtóban. A kör szerzőinek prózai írásaiból állította össze Mandics György, a Facla Könyvkiadó szerkesztője a Valakinek el kell mondanom c. antológiát (Temesvár, 1979). A közös hozzájárulással létesített alapból évente irodalmi díjat osztanak ki; 1980-ban e díjat Veress Zsuzsanna bemutatott regényrészlete nyerte. A Franyó Zoltán Kör a rendszerváltást is túlélte, írásaikat továbbra is antológiákban adták közre, híressé vált az 1970-es évek végén indított Lépcsők c. antológia-sorozatuk. A kör névadójáról, Franyó Zoltánról rendszeresen megemlékeznek.